# Lasha Talakhadze
Lasha Talakhadze est un haltérophile géorgien né le 2 octobre 1993. Il concourt dans la catégorie des plus de 109 kg (+105 kg avant la réorganisation des catégories de poids en 2018), dont il détient tous les records du monde : à l'arraché (225 kg), à l'épaulé-jeté (267 kg) et au total (492 kg) depuis 2021.
Il est triple champion olympique, sextuple champion du monde et septuple champion d'Europe. Il remporte à trois reprises le prix de l'haltérophile masculin de l'année de la Fédération internationale d'haltérophilie et est considéré, en raison de ses succès constants, comme l'un des plus grands haltérophiles de tous les temps.

## Carrière
Depuis le 5 décembre 2017, il est détenteur des records du monde de l'Arraché (220 kg) ainsi que du poids total soulevé aux deux épreuves arraché + épaulé-jeté (477 kg), établis lors des championnats du monde d'Anaheim (Californie).
Le 27 septembre 2019, il réédite son exploit de 2017 à l'arraché et bat le record du monde de l'épaulé-jeté avec une barre à 264 kg au cours des championnats du monde de Pattaya en Thaïlande, portant ainsi le record cumulé des deux épreuves à 484 kg.
Le 11 avril 2021, il porte le record de l'arraché à 222 kg et soulève une barre de 263 kg à l'épaulé-jeté, établissant un nouveau record de 485 kg au cumul lors des championnats d'Europe à Moscou.

Lasha Talakhadze aux Jeux olympiques d'été de 2020.

Aux Jeux olympiques d'été de 2020, le 4 août 2021 à Tokyo, il décroche un nouveau titre en établissant les records de 223 kg à l'arraché et 265 kg à l'épaulé-jeté, soit 488 kg au cumul.
Le 17 décembre 2021, il pulvérise tous les records de la discipline en portant celui de l'arraché à 225 kg et celui de l'épaulé-jeté à 267 kg soit 492 kg au cumul aux Championnats du monde d'haltérophilie 2021, à Tachkent en Ouzbékistan. À  noter, le précédent record absolu de l'épaulé-jeté (avant la réforme des catégories) était de 266 kg et datait de 1988 (Leonid Taranenko).
Lasha Talakhadze a été sanctionné pour dopage au stanozolol en 2013.
Le 16 juillet 2024, il est nommé porte-drapeau de la délégation géorgienne aux Jeux olympiques de 2024 en compagnie de la tireuse sportive Nino Salukvadze. Il remporte lors de ces jeux un troisième titre de champion olympique consécutif.

## Palmarès

### Jeux olympiques
- 2024 à Paris
  -  Médaille d'or en plus de 102 kg
- 2021 à Tokyo
  -  Médaille d'or en plus de 109 kg
- 2016 à Rio de Janeiro
  -  Médaille d'or en plus de 105 kg

### Championnats du monde
- 2022 à Bogota
  -  Médaille d'or au total en plus de 109 kg.
  -  Médaille d'or à l'arraché en plus de 109 kg.
  -  Médaille d'or à l'épaulé-jeté en plus de 109 kg.
- 2021 à Tachkent
  -  Médaille d'or au total en plus de 109 kg.
  -  Médaille d'or à l'arraché en plus de 109 kg.
  -  Médaille d'or à l'épaulé-jeté en plus de 109 kg.
- 2019 à Pattaya
  -  Médaille d'or au total en plus de 109 kg.
  -  Médaille d'or à l'arraché en plus de 109 kg.
  -  Médaille d'or à l'épaulé-jeté en plus de 109 kg.
- 2018 à Achgabat
  -  Médaille d'or au total en plus de 109 kg.
  -  Médaille d'or à l'arraché en plus de 109 kg.
  -  Médaille d'or à l'épaulé-jeté en plus de 109 kg.
- 2017 à Anaheim
  -  Médaille d'or au total en plus de 105 kg.
  -  Médaille d'or à l'arraché en plus de 105 kg.
  -  Médaille d'or à l'épaulé-jeté en plus de 105 kg.
- 2015 à Houston
  -  Médaille d'or au total en plus de 105 kg.
  -  Médaille d'or à l'arraché en plus de 105 kg.
  -  Médaille d'argent à l'épaulé-jeté en plus de 105 kg.

### Championnats d'Europe
- 2023 à Erevan
  -  Médaille d'or au total en plus de 109 kg.
  -  Médaille d'or à l'arraché en plus de 109 kg.
  -  Médaille d'or à l'épaulé-jeté en plus de 109 kg.
- 2022 à Tirana
  -  Médaille d'or au total en plus de 109 kg.
  -  Médaille d'or à l'arraché en plus de 109 kg.
  -  Médaille d'or à l'épaulé-jeté en plus de 109 kg.
- 2021 à Moscou
  -  Médaille d'or au total en plus de 109 kg.
  -  Médaille d'or à l'arraché en plus de 109 kg.
  -  Médaille d'or à l'épaulé-jeté en plus de 109 kg.
- 2019 à Batoumi
  -  Médaille d'or au total en plus de 109 kg.
  -  Médaille d'or à l'arraché en plus de 109 kg.
  -  Médaille d'or à l'épaulé-jeté en plus de 109 kg.
- 2018 à Bucarest
  -  Médaille d'or au total en plus de 105 kg.
  -  Médaille d'or à l'arraché en plus de 105 kg.
  -  Médaille d'or à l'épaulé-jeté en plus de 105 kg.
- 2017 à Split
  -  Médaille d'or au total en plus de 105 kg.
  -  Médaille d'or à l'arraché en plus de 105 kg.
  -  Médaille d'or à l'épaulé-jeté en plus de 105 kg.
- 2016 à Førde
  -  Médaille d'or au total en plus de 105 kg.
  -  Médaille d'or à l'arraché en plus de 105 kg.
  -  Médaille d'or à l'épaulé-jeté en plus de 105 kg.